# Sebestyén Artúr
Sebestyén Artúr, született Spitzer Artúr (Pest, 1868. január 18. – Budapest, 1945. november 28.) magyar építész, a szecesszió mestere.

## Pályája
Spitzer Sándor kereskedő és Engel Lujza gyermekeként született izraelita családban. Budapesten, a Műegyetemen végezte tanulmányait, egy ideig Hauszmann Alajos műtermében dolgozott. A Budai Napló 1927. szeptember 30-i számában például így részletezi pályáját: 

„Már 23 éves korában a József-műegyetem tanársegédi állására hívatott meg. Mint ilyen, részt vett a New York-palota, a magyar királyi Kúria építésében. Tervezte többek között az Eskü-téri (ma: Március 15. tér) Osztálysorsjáték-palotát és a Magyar Általános Kőszénbánya palotáját.”

 1894 és 1896 között bejárta európai tanulmányútra indult, olasz, német, francia, holland és belga példákon keresztül csiszolta tudását. Hazatérve önálló irodát nyitott, ekkoriban vett részt az Alpár Ignác által tervezett Osztrák-Magyar Bank homlokzatának kivitelezésében. Az 1905-re elkészült, a mai Szabadság tér 8-9. szám alatti épület a Magyar Nemzeti Bank 1924-es létrejötte óta annak központi székháza. 1897-ben önálló irodát nyitott, de 1900-ig Kőrössy Albert Kálmán társaként dolgozott, például a Városligeti fasor 47. sz. alatti Kőrössy-villa is közös tervezés. A már önállóan tervezett Városligeti fasor 31. szám alatti Székács-villa a szecesszió lechneri-népies vonulatát képviseli és méltán vetélkedik a fasori Vidor-féle villákkal. A Városligeti fasorban még egy villája áll, a 38. szám alatti, art déco stílusú Spitz-villa. Jelentős pályázatokon is indult, amelyek eredményeként több vidéki középületet is tervezett, de elsősorban a szálló- és fürdőépületek specialistája volt.
Önállósulása után eleinte neobarokk stílusban, majd Lechner Ödön szellemében tervezte épületeit (a budapesti Imperial, később Szabadság Szálló, iskolák és bérházak a fővárosban, középületek vidéken a Szigligeti Színház (Szolnok); mezőtúr városháza Bánlaky Gézával). Fő műve a Sterk Izidor és Hegedűs Ármin építészekkel együtt alkotott budapesti Gellért Szálló és fürdő homlokzatai (1909–1918), majd a Hullámfürdő, 1927-ben. Tervezett fürdőt Bukarestbe, Pancsovára, mozit Szófiába, Ruszéba. Külföldön is több épülete került kivitelezésre (Moziépület Szófiában és Ruszéban, lakóházak Odesszában, termálfürdő Pancsován, hullámfürdő Bukarestben).
Házastársa Messinger Ármin és Steinhaus Anna lánya, Margit (1877–1930) volt, akivel 1899. május 31-én Budapesten, a Terézvárosban kötött házasságot.
Sírja egyike a Farkasréti temető felszámolt sírjainak.

## Ismert épületeinek listája
- 1899–1902: Osztálysorsjáték Palota, Budapest, Eskü (ma Március 15) tér[7] – Kőrössy Albert Kálmánnal közösen. Az épület Budapest 1944–1945-ös ostromakor kiégett, 1948-ban elbontották.
- 1899–1900: Kőrössy-villa, Budapest, Városligeti fasor 47.[8] – Kőrössy Albert Kálmánnal közösen
- 1904–1905: Lukács-ház, Budapest, Széchenyi u. 14.[9]
- 1905: Sebestyén ház, Budapest, Kmety György u. 20.[10]
- 1905-1906: lakóépület, Budapest, Szécheny utca 14.
- 1907: lakóház, Budapest, Révay u. 12.[11]
- 1909–1910: Székács-villa, Budapest, Városligeti fasor 31.[12][13][14]
- 1910: Spitz-villa, Budapest, Városligeti fasor 38.[12][15]
- 1910–1911: Magyar Általános Kőszénbánya Rt. székháza, Budapest, Zoltán u. 2-4.[16]
- 1911: Boglári Simon Jakab villája, Balatonboglár (Medgyes Alajossal közösen, átalakítva: 1916)[17]
- 1911–1918: Gellért Szálló, Budapest, Szent Gellért tér 2.[18] – Sterk Izidorral és Hegedűs Árminnal közösen
- 1915: Imperial Szálló, később Szabadság Szálló, Budapest, Rákóczi út 90.[18]
- 1927: A Gellért Szálló Hullámfürdője[12][18]
- Városháza, Mezőtúr[18] – Bánlaky Gézával közösen
- Állami Elmegyógyintézet, Kecskemét[19] – Lechner Ödönnel közösen
- egyéb iskolák és bérházak Budapesten
- lakóházak Odesszában[18]
- Moziépület, Szófia[18]
- Moziépület, Rusza[18]
- Fürdőépület, Bukarest[18]
- Fürdőépület, Pancsova
- iskolaépületek, Budapest:[18]
  - 1910–1912: Egressy úti polgári fiú- és leányiskola (ma: Herman Ottó Általános Iskola), Budapest, Egressy út 69.[12][20]
- bérházak, Budapest[18]
- Polgári iskola, Ráckeve[12]
- Vámház, Ráckeve[12]
- Lakóépület, Ráckeve, Kossuth Lajos utca 74-76.[12]

### Tervben maradt épületek
- 1903: evangélikus templom tornya, Breznóbánya[21]
- 1907: Földművelésügyi Minisztérium palotája, Budapest[22]
- 1907: Munkásbetegsegélyző pénztár, Budapest[23]
- 1913: erdőigazgatósági székház, Besztercebánya[24]
- 1916: „Isten kardja” első világháborús hősi emlékmű, Budapest[25]

## Képtár

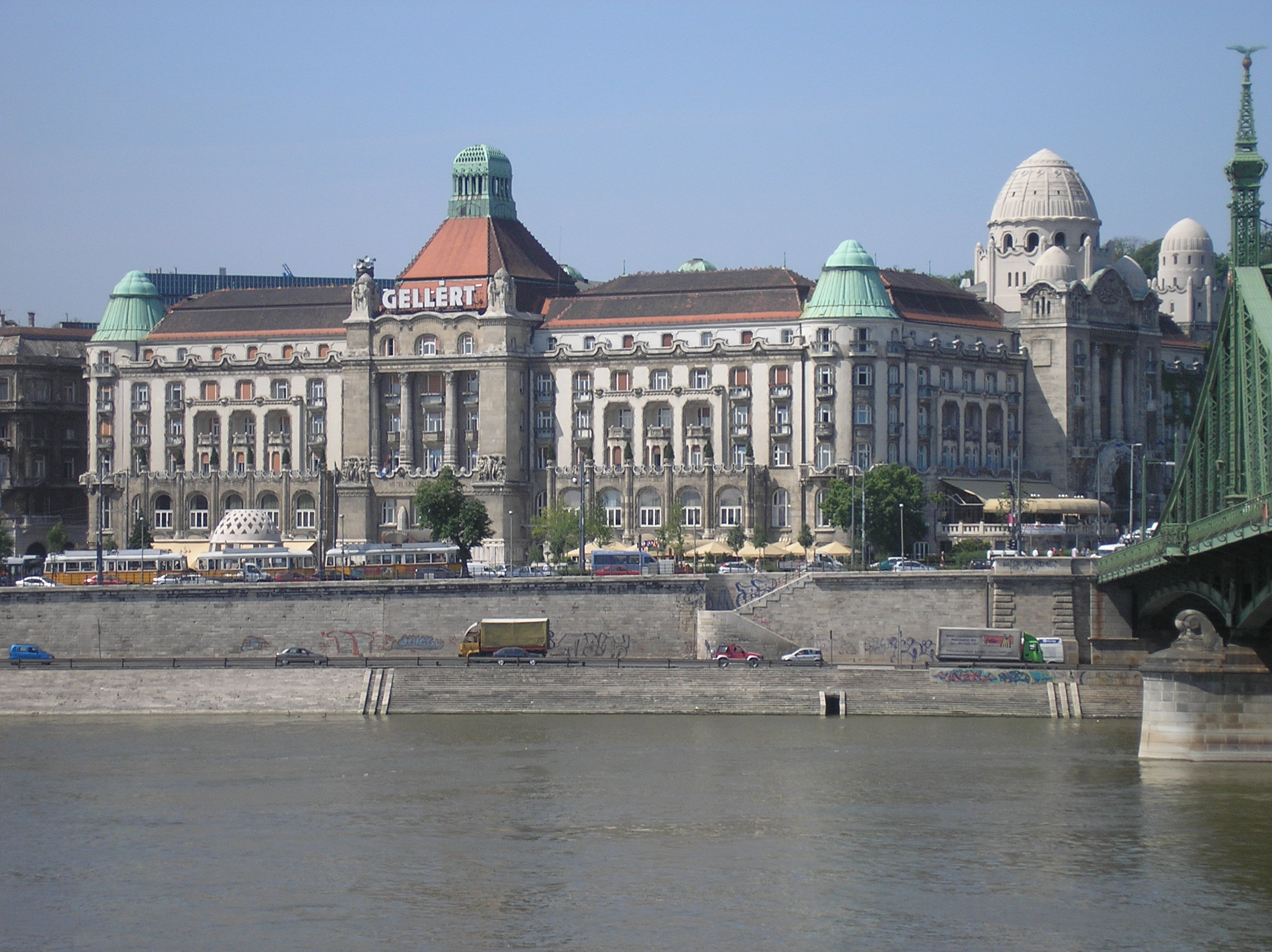
A Gellért gyógyfürdő és a Gellért Szálló épületkomplexuma
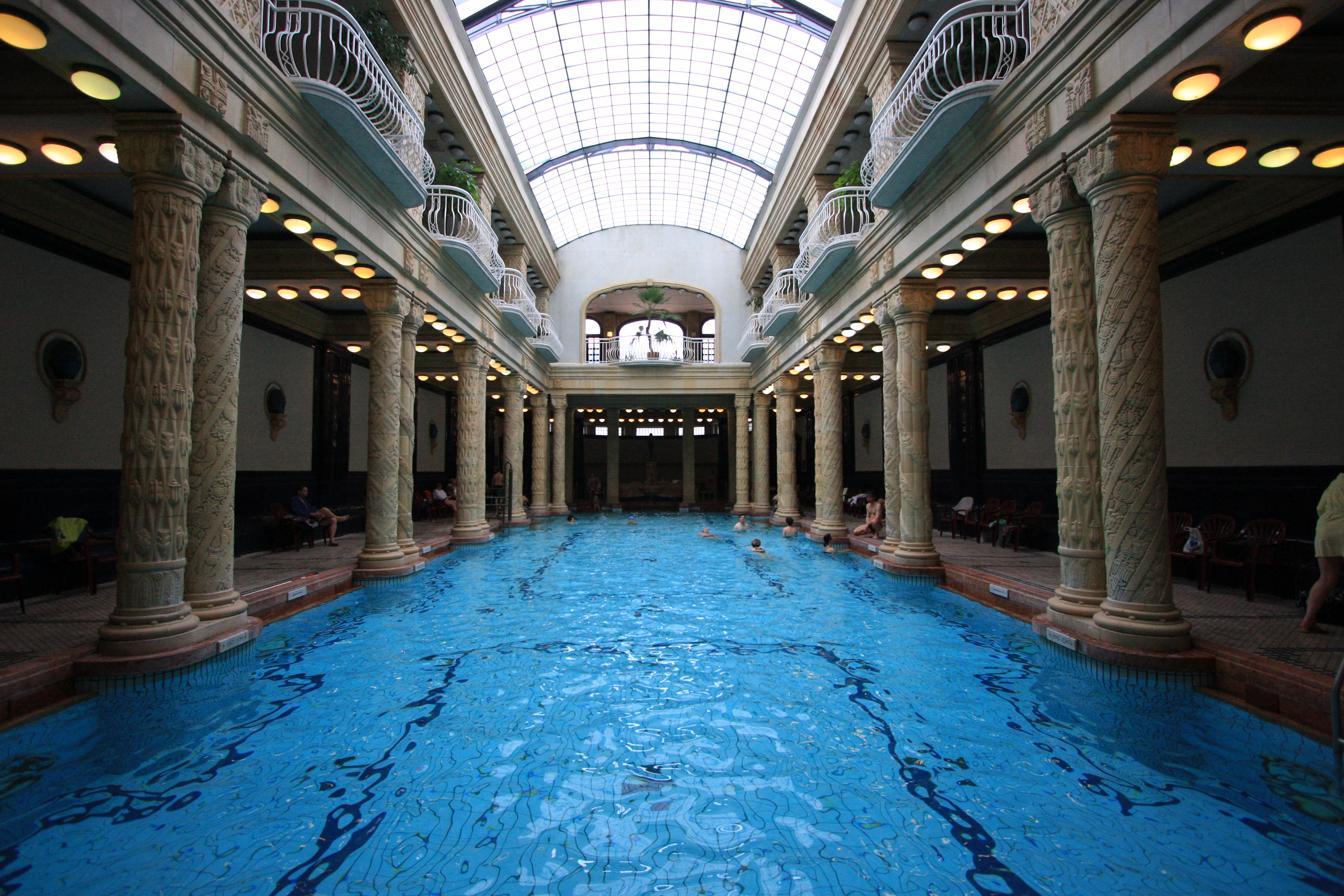
A Gellért pezsgőfürdője
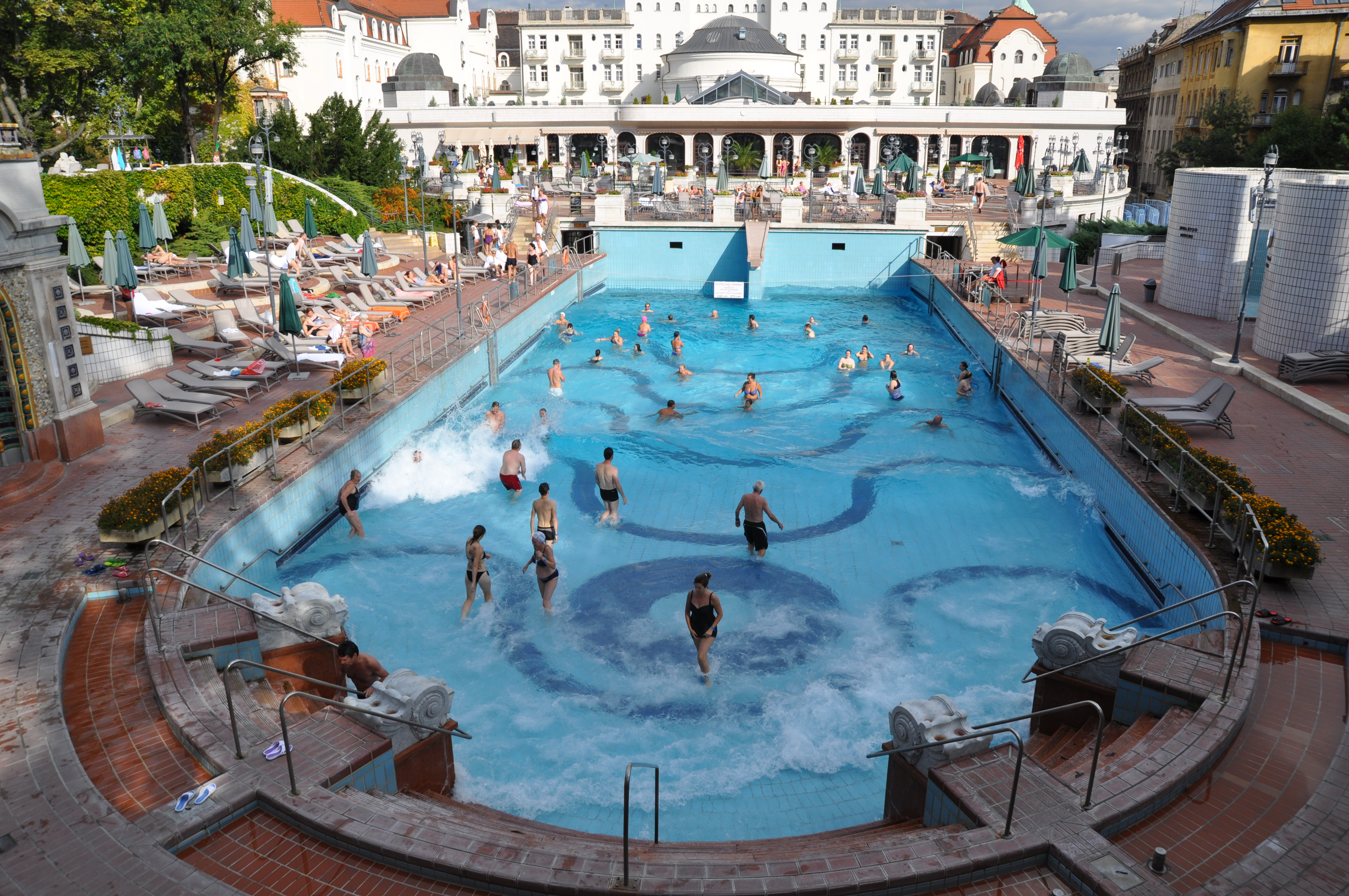
A Gellért hullámfürdője
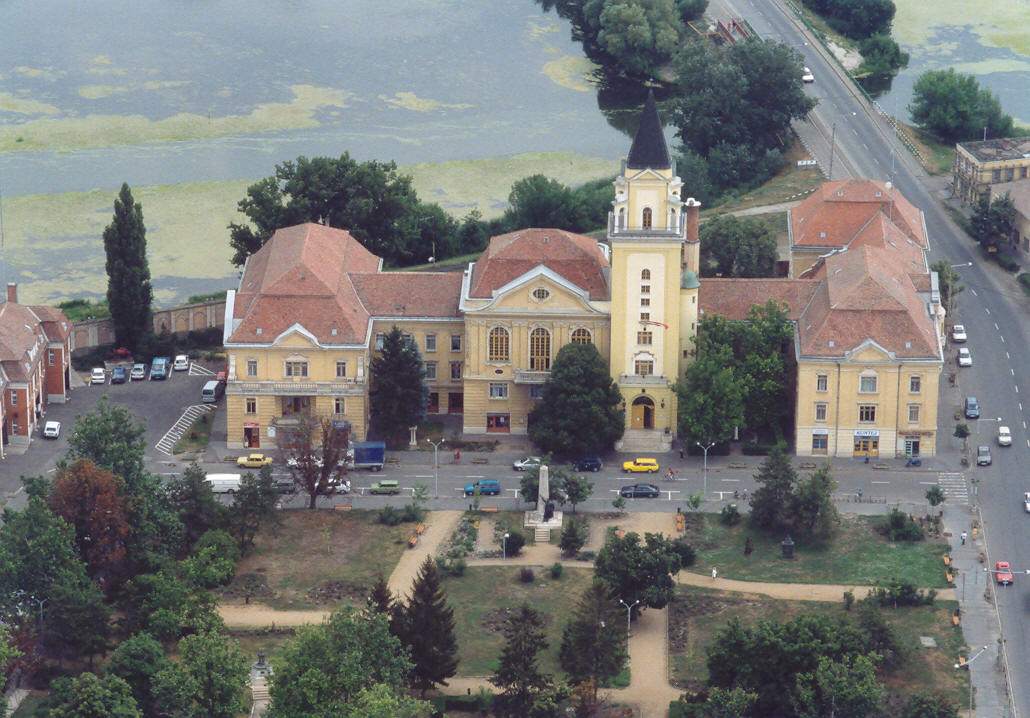
A mezőtúri városháza